# Clemente Spampinato
Clemente Spampinato (Bagnara Calabra, 1912 – New York, dicembre 1993) è stato uno scultore italiano.

## Biografia
Ha studiato all'Accademia di Arte Classica di Roma. Conosciuto da molti atleti (egli stesso praticava il lancio del peso), anche olimpici, dell'epoca, negli anni '30 e '40 gli furono commissionati numerosi trofei e medaglie per eventi olimpici ed altri eventi sportivi specialmente in Italia. Realizzò, tra le sue opere in Italia, anche il Trofeo “Galimberti” (1942) e il Trofeo del Judo (1943) commissionatigli dalla Federazione Italiana Atletica Pesante ed espose alla 2ª (1940) e 3ª (1948) Mostra d'arte Ispirata allo Sport a Roma.
Nel 1932 gli venne commissionata la progettazione del monumento ai Caduti di Calabria. La costruzione ebbe inizio nel 1935 e l'opera venne consegnata alla presenza del Re Vittorio Emanuele III il 9 maggio 1936. Per tale opera gli fu conferito il titolo di Cavaliere del Regno d'Italia. Alcune opere di sua progettazione sono visibili anche al Foro Italico di Roma (suoi sono i disegni di talune delle statue in marmo presenti allo "Stadio dei Marmi"). 
Suoi sono stati anche innumerevoli disegni, commissionati dallo stesso Mussolini, per i mosaici del Foro Italico, sia della piscina, che della pavimentazione esterna. Tali mosaici furono effettuati poi dai mosaicisti Luigi Rimassa e Amerio Croce. Sue realizzazioni anche alcune medaglie in bronzo commemorative dei alcuni anni dell'E.F.
Nel 1947 acquisì la cittadinanza americana trasferendosi nel quartiere di SoHo, a New York. Lì iniziò, ispirato dalle storie di cowboy e indiani, ad occuparsi delle sculture a tema “America West” specializzandosi principalmente in sculture sportive e western.
È deceduto a New York nel dicembre 1993. Le sue opere sono esposte nel museo Redwood Gallery sito in Littleworth Lane, 36 - Sea Cliff - New York (accessibile solo per appuntamento.
Il sito dedicato alla sua storia ed alle sue opere è http://www.spampinatobronze.com/
Nelle sue sculture è percepibile l'essenza della bellezza del movimento del corpo umano nella sua dinamicità. Ogni sua scultura in bronzo è stata prodotta in numero limitato di copie mediante il metodo a cera persa.
Vi sono state sue esposizioni anche al National Art Museum of Sport al Madison Square Garden (1968) ed alla Abercrombie&Fitch Gallery di New York (nel quale vi fu anche un gala di beneficenza per il reperimento di denaro per i giochi olimpici del 1972).
Tra le sue opere non legate ad eventi sportivi o western vi è la “Navy Bill”, commissionatagli dalla United States Naval Academy ad Annapolis, nel Maryland.
Famosa è anche la statua a grandezza naturale dedicata al golfista Bobby Jones esposta alla World Golf Hall of Fame a Pinehurst, in North Carolina.
Nel 1980 è stato scelto dal comitato organizzatore per esporre sue opere alle Olimpiadi invernali di Lake Placid e la United States Information Agency lo ha nominato per rappresentare gli Stati Uniti nella esposizione internazionale in Europa ed in Russia intitolata “Reflections: Images of America”.
È stato membro di molteplici organizzazioni tra cui la “National Sculpture Society”, lo “International American Institute”  e la “Gold Medal Artists Committee of International Fine Arts Council”.
Le sue opere sono esposte in molti musei nel mondo ed in gallerie private e pubbliche in Europa, Stati Uniti e Canada.